# Topics in Catalysis
Topics in Catalysis (abrégé en Top. Catal.) est une revue scientifique à comité de lecture qui a pour objectif de présenter des articles de recherche dans le domaine de la catalyse.
D'après le Journal Citation Reports, le facteur d'impact de ce journal était de 2,365 en 2014. Actuellement, les directeurs de publication sont Norbert Kruse (Université libre de Bruxelles, Belgique) et Gabor A. Somorjai (Université de Californie, États-Unis).